# Nachal Chiram
Nachal Chiram (hebrejsky נחל חירם‎) je vádí v Horní Galileji, v severním Izraeli.
Začíná na jižních svazích hory Har Chiram. Směřuje pak k západu hlubokým zalesněným údolím. Míjí pak z východu město Churfejš a horu Har Zevul, u níž v hlubokém údolí ústí zprava do vádí Nachal Kziv, jež jeho vody odvádí do Středozemního moře.